# Franciszek Bieberstein-Żarnowski
Franciszek Bieberstein-Żarnowski (ur. 23 września 1882 w Otoczni, zm. 21 lipca 1938 w Brzezinach) – podpułkownik kawalerii Wojska Polskiego, działacz niepodległościowy, kawaler Orderu Virtuti Militari, agronom.

## Życiorys
Urodził się 23 września 1882 w majątku Otocznia k. Mławy, w rodzinie Jana i Henryki z Kijewskich. Uczył się w 4. Gimnazjum Filologicznym w Warszawie. Od klasy piątej kontynuował naukę w Gimnazjum św. Anny w Krakowie, a później ukończył Szkołę Rolniczą w Czernichowie. Po ukończeniu szkoły odbył praktykę rolną i służbę wojskową w armii rosyjskiej.
W 1914 został powołany do moskiewskiego pułku dragonów. W lipcu 1915 zdezerterował z armii rosyjskiej, przeszedł przez front i wstąpił do Legionów Polskich do 1 pułku ułanów. W szeregach pułku brał udział w walkach aż do jego rozwiązania. Od 5 lutego do 31 marca 1917 był słuchaczem kawaleryjskiego kursu oficerskiego w Ostrołęce, który ukończył z „postępem dobrym”. Był wówczas wachmistrzem. Po kryzysie przysięgowym został internowany w Szczypiornie i Łomży.
1 listopada 1918 wstąpił do Wojska Polskiego i został mianowany podporucznikiem. W szeregach 4 szwadronu 7 pułku ułanów lubelskich walczył na froncie ukraińskim, a później na litewsko-białoruskim. Początkowo dowodził plutonem, a od listopada 1919 szwadronem kawalerii. Za wzorowe wykonanie rozkazu, wykazaną odwagę, doskonałe prowadzenie oddziału i zajęcie wsi Wiesińsk, odznaczony został Krzyżem Srebrnym Orderu Virtuti Militari. W końcu czerwca 1920 w bitwie pod Dzisną został ranny w prawą rękę i kolano. 27 sierpnia 1920 został zatwierdzony z dniem 1 kwietnia 1920 w stopniu rotmistrza, w kawalerii, w grupie oficerów byłych Legionów Polskich.
Po zakończeniu wojny w 7 pułku ułanów pełnił funkcje zastępcy dowódcy pułku, kwatermistrza i szefa wyszkolenia. W czerwcu 1927 został przeniesiony do 26 pułku ułanów na stanowisko kwatermistrza. W listopadzie tego roku został przeniesiony do kadry oficerów kawalerii z równoczesnym przydziałem na stanowisko rejonowego inspektora koni w Kielcach. 26 stycznia 1928 został mianowany na stopień podpułkownika ze starszeństwem z dniem 1 stycznia 1928 i 13. lokatą w korpusie oficerów kawalerii. Z dniem 28 lutego 1931 został przeniesiony w stan spoczynku.
Zmarł 21 lipca 1938 w Brzezinach. Cztery dni później został pochowany na miejscowym cmentarzu .
Żonaty z Zofią Oczkowską, miał syna Adama (ur. 19 lipca 1922).

## Ordery i odznaczenia
- Krzyż Srebrny Orderu Wojskowego Virtuti Militari nr 2728 – 1921[15][16][7]
- Krzyż Niepodległości – 4 lutego 1932 „za pracę w dziele odzyskania niepodległości”[17]
- Krzyż Walecznych czterokrotnie – 1922[18][19][7]
- Złoty Krzyż Zasługi – 10 listopada 1928 „w uznaniu zasług, położonych na polu pracy w poszczególnych działach wojskowości”[20][21]

Odznaki
- Krzyż Legionowy – 1935[22]
- Odznaka „Za wierną służbę” – 1916[14]
- Odznaka pamiątkowa „Orlęta” – 1919 za udział w obronie Lwowa[22]
- Odznaka 1 Pułku Ułanów Legionów Polskich – 1916[22]
- Odznaka pamiątkowa 7 Pułku Ułanów Lubelskich – 1929[22]

## Twórczość
- Z pod gen. Siewersa do I Brygady Legjonów. W: Wspomnienia legjonowe. Stanisław Falkiewicz (red.), Janusz Jędrzejewicz (red.). T. II. Warszawa: Nakładem Instytutu Badań Najnowszej Historji Polskiej, 1925.

## Upamiętnienie
25 lipca 2009 jednej z ulic powstającego osiedla na Podlesiu w Brzezinach uroczyście nadano imię pułkownika Franciszka Żarnowskiego.